# Дефанс
Дефанс је главни пословни крај и финансијска четврт у Паризу, односно поред Париза, пошто се сматра да је Париз само у оквиру првог прстена. Одликује га модерна архитектура и бројни солитери. Дефанс је највећи наменски прављен пословни центар у Европи . На 560 хектара површине налази се 72 солитера са 3,5 милиона квадратних метара пословног простора у којима ради од 150.000 до 180.000 људи.

## Историја
Дефанс је добио име по споменику La Défense de Paris, што значи браниоцима Париза, који је управо овде подигнут 1883. године у славу браниоцима Париза који су погинули током Француско-Пруског рата.
Изградња ове области је започела 1958. године и равномерно се развијала у наредне три деценије. У овом периоду је подигнут једна од најпознатијих зграда у овом блоку Велика капија, која је се налази у центру блока и правом линијом дуж булевара Шар Де Гола се поклапала са Тријумфалном капијом у центру Париза. Ипак велика потреба за пословним простором је учинила да овај крај доживи наглу експанзију 90-их година. Линија 1 Париског метроа је 1992. године продужена до Дефанса што је омогућило брзу конекцију са центром града.

## Положај и каракеристике
Дефанс се налази око 10 km западно од историјског центра Париза, а на око 5 km од Тријумфалне капије, и то у правцу пружања булевара Јелисејска поља. Управо дуж осе овог булевара наставља се Авенија Шарла Де Гола која пролази кроз Дефанс. У добром делу ова авенија иде подземно да би надземно био омогућен широк плато између солитера. Иако је крај пре свега пословни центар у њему живи 25.000 стално настањених становника али и око 45.000 студената.

### У бројкама
- Подељен је у 12 сектора
- Има 3.500.000 m² пословног простора
- 1.500 компанија
- 150.000 запослених
- 25.000 становника
- 210.000 m² тржног простора
- 2.600 хотелских соба
- 310.00 квасратни метара поплочаних тргова
- 110.000 m² зелених површина

### Завршени солитери
| Име солитера                      | Направљен | Намена                | Висина | Висина | Број спратова | Општина |
| Име солитера                      | Направљен | Намена                | метара | стопа  | Број спратова | Општина |
| Торањ Први (претходно AXA)        | 1974/2010 | канцеларије           | 231    | 787    | 55            | Курбвоа |
| Торањ Мајунга                     | 2014      | канцеларије           | 195    | 640    | 47            | Курбвоа |
| Торањ Тотал (Coupole)             | 1985      | канцеларије           | 187    | 614    | 48            | Курбвоа |
| Торањ Т1 (T1)                     | 2008      | канцеларије           | 185    | 610    | 37            | Курбвоа |
| Торањ Арева                       | 1974      | канцеларије           | 184    | 607    | 44            | Курбвоа |
| Торањ Гранит (Société Générale)   | 2008      | канцеларије           | 183    | 603    | 37            | Нантер  |
| Торањ ЦБ21 (Претходно Торањ Ган)  | 1974      | канцеларије           | 179    | 587    | 42            | Курбвоа |
| Торањ Д2                          | 2014      | канцеларије           | 175    | 574    | 37            | Курбвоа |
| Торањ Аликанте (Société Générale) | 1995      | канцеларије           | 167    | 548    | 37            | Нантер  |
| Торањ Часањ (Société Générale)    | 1995      | канцеларије           | 167    | 548    | 37            | Нантер  |
| Торањ Карп Дијем                  | 2013      | канцеларије           | 166    | 545    | 34            | Курбвоа |
| Тора ЕДФ                          | 2001      | канцеларије           | 165    | 541    | 41            | Путо    |
| Cœur Défense                      | 2001      | канцеларије           | 161    | 528    | 40            | Курбвоа |
| Торањ Адрија                      | 2002      | канцеларије           | 155    | 509    | 40            | Курбвоа |
| Торањ Еге (Ernst & Young)         | 1999      | канцеларије           | 155    | 509    | 40            | Курбвоа |
| Торањ Аријан                      | 1975      | канцеларије           | 152    | 499    | 36            | Путо    |
| Торањ ЦБХ (CBX)                   | 2005      | канцеларије           | 142    | 466    | 36            | Курбвоа |
| Торањ Дефанс 2000                 | 1974      | станови               | 136    | 446    | 46            | Путо    |
| Торањ Еуроплаза                   | 1995      | канцеларије           | 135    | 443    | 31            | Курбвоа |
| Торањ Ехо                         | 1988      | канцеларије           | 130    | 427    | 40            | Курбвоа |
| Торањ Ле Поасон                   | 1970      | измешано              | 128    | 420    | 42            | Курбвоа |
| Торањ Француска                   | 1973      | станови               | 126    | 413    | 40            | Путо    |
| Торањ Френклин                    | 1972      | канцеларије           | 120    | 394    | 33            | Путо    |
| Торањ Секвоја                     | 1990      | канцеларије           | 119    | 390    | 33            | Путо    |
| Торањ Винерхур                    | 1973      | канцеларије           | 119    | 390    | 33            | Путо    |
| Торањ ЦГИ (CB16)                  | 2003      | канцеларије           | 117    | 295    | 32            | Курбвоа |
| Торањ Нептун                      | 1972      | канцеларије           | 113    | 371    | 28            | Курбвоа |
| Префектура Ле Оутс-де-Сјен        | 1974      | канцеларије           | 113    | 371    | 25            | Нантер  |
| Капија Дефанса                    | 1989      | споменик, канцеларије | 110    | 361    | 37            | Путо    |
| Торањ Менхетн                     | 1975      | канцеларије           | 110    | 361    | 32            | Курбвоа |
| Торањ Аурора                      | 1970      | канцеларије           | 110    | 361    | 29            | Курбвоа |
| Торањ Еве                         | 1975      | измешано              | 109    | 358    | 30            | Курбвоа |
| Торањ Инициални                   | 1967      | канцеларије           | 109    | 358    | 30            | Путо    |
| Торањ Наж 1                       | 1976      | станови               | 105    | 344    | 39            | Нантер  |
| Торањ Наж 2                       | 1976      | станови               | 105    | 344    | 39            | Нантер  |
| Торањ Гамбета                     | 1975      | станови               | 104    | 341    | 37            | Курбвоа |
| Торањ Кедре                       | 1998      | канцеларије           | 103    | 338    | 26            | Курбвоа |
| Торањ Опус 12                     | 1973      | канцеларије           | 100    | 328    | 27            | Путо    |
| Торањ Атина                       | 1984      | канцеларије           | 100    | 328    | 25            | Путо    |
| Торањ Европа                      | 1969      | канцеларије           | 99     | 325    | 28            | Курбвоа |
| Торањ АИГ                         | 1967      | канцеларије           | 99     | 325    | 27            | Курбвоа |
| Торањ Призма                      | 1998      | канцеларије           | 97     | 318    | 25            | Курбвоа |
| Торањ Атлантик                    | 1970      | канцеларије           | 95     | 312    | 27            | Путо    |
| Торањ Паскал                      | 1983      | канцеларије           | 95     | 312    | 27            | Путо    |
| Торањ Пацифик                     | 1992      | канцеларије           | 90     | 295    | 25            | Путо    |

## Планови
Од 2005. покренут је нови развојни план под именом La Defense 2006-2015. Главни циљеви овог плана су изградња нових 150.000 m² пословног простора у оквиру реновирања постојећих објеката, а потом и изградња додатних 300.000 m² пословног простора и 100.000 m² стамбеног простора. То подразумева изградњу следећих солитера:
| Име солитера      | Намена      | Висина | Висина | Спратова | Општина | Статус (2008) | Очекиван завршетак |
| Име солитера      | Намена      | метара | стопа  | Спратова | Општина | Статус (2008) | Очекиван завршетак |
| Хермитаж Плаза II | комбиновано | 323    | 1,060  | 93       | Курбвоа | одобрено      | 2018               |
| Хермитаж плаза I  | комбиновано | 323    | 1,060  | 91       | Курбвоа | одобрено      | 2018               |
| Торањ Фер         | канцеларије | 297    | 974    | 68       | Курбвоа | одобрено      | 2017               |
| Торањ Ер          | канцеларије | 202    | 720    | 43       | Курбвоа | одобрено      | 2014               |
| Торањ Маџунга     | канцеларије | 195    | 640    | 47       | Путу    | у изградњи    | 2014               |
| Торањ Д2          | канцеларије | 171    | 574    | 37       | Курбвоа | у изградњи    | 2014               |
| Торањ Тринити     | канцеларије | 151    | 495    | 31       | Курбвоа | одобрено      | 2017               |
| Торањ Алто        | канцеларије | 150    | 492    | 38       | Курбвоа | одобрено      | 2016               |
| Торањ АВА         | канцеларије | 143    | 459    | 34       | Курбвоа | одобрено      | 2014               |
| Хотел Мелиа       | хотел       | 87     | 285    | 23       | Курбвоа | у изградњи    | 2014               |